# Hans Georg Koch (Musiker)
Hans Georg Koch (* 12. Januar 1941 in Krefeld; † 9. September 2005 in Athen, Griechenland) war ein deutscher Musiker und Komponist.

## Leben
Hans Georg Koch spielte in seiner Jugend unter anderem bei Herbert von Karajan. Er studierte Musik und Philosophie in Köln und Salzburg und arbeitete als Komponist, Arrangeur und Autor. Am 2. Februar 1962 nahm er an der Bonner Bühne für sinnliche Wahrnehmung – KONZIL mit seinen Werken Fünf kleine Stücke über B-A-C-H, Zweite Klaviersonate und Kontraktionen teil.
Stationen seiner Arbeit waren unter anderem das Schauspiel Frankfurt, das Württembergische Staatstheater Stuttgart, das Schauspielhaus Bochum. In Zusammenarbeit mit Uwe Jens Jensen als Regisseur und Autor schrieb er die Musik zahlreicher Theaterstücke, unter anderem: Unsere Republik – Ein deutsches Singspiel, Ab heute heißt du Sara, John Lennon und Elvis und John.
Koch war seit 1978 am Wiener Burgtheater bei zahlreichen Schauspielproduktionen für die Musik verantwortlich. Er arbeitete unter anderen mit den Regisseuren Adolf Dresen, Hans Neuenfels, Claus Peymann, Thomas Langhoff, Horst Zankl, Paulus Manker, Peter Palitzsch und George Tabori zusammen.
Koch präsentierte auch eine Folge von erfolgreichen Liederabenden mit Burgschauspielern, etwa Im Namen der Liebe mit Gedichten Peter Turrinis, Elvis und John oder Wenn ich deine Augen seh. Im Jahr 1996 war er am Volkstheater Wien Regisseur und Arrangeur des Liederabends Exil mit Andrea Eckert.
Im Jahr 2004 lief im WDR sein Hörspiel Mischpoche oder Wer ist eigentlich Schapiro?
In Kochs Nachlass sind eine größere Anzahl literarischer Arbeiten, neben Schauspielen und anderen Stücken vor allem erzählende Prosa, aber auch Übersetzungen von Gedichten der Sappho und von Anna Achmatova.